# Paloselkäjärvi (sjö i Enare, Lappland, Finland)
Paloselkäjärvi eller Palo Selkäjärvi är en sjö i Finland. Den ligger i kommunen Enare i landskapet Lappland, i den norra delen av landet, 1 000 km norr om huvudstaden Helsingfors. Paloselkäjärvi ligger 146,4 meter över havet. Arean är 88,3 hektar och strandlinjen är 10,04 kilometer lång. Sjön  ingår i Pasvik älvs huvudavrinningsområde. 